# Leigh McCloskey
Leigh McCloskey, est un acteur américain, né le 21 juin 1955 à Los Angeles.

## Biographie
Après de nombreuses apparitions dans des séries télévisées (dont Hawaï police d'État), il obtient en 1980 un premier rôle au cinéma en jouant le héros masculin de Inferno de Dario Argento. Il retournera dans l'univers des séries (dont Star Trek et Les Feux de l'amour).
Il mesure 1,88 mètre.

### Vie privée
Il est marié à Carla McKloskey depuis 1978.

## Filmographie

### Cinéma
- 1980 : Inferno : Mark Elliot
- 1983 : Le Choix des seigneurs (I Paladini) : Rinaldo
- 1985 : Vacances de folie (Fraternity Vacation) de James Frawley : Charles Lawlor III
- 1985 : Just One of the Guys : Kevin
- 1986 : Hamburger: The Motion Picture : Russell
- 1987 : Dirty Laundry : Jay
- 1988 : Le Placard de l'angoisse (Cameron's Closet) : dét. Pete Groom
- 1989 : Le Dindon de la farce (Lucky Stiff) : Eric West
- 1990 : Double Revenge : Mick Taylor
- 2009 : An Elaborate Plan : Donald Cavanaugh

### Télévision
- 1975 : Phyllis (série télévisée) : Donald Ralston
- 1976 : Les Rues de San Francisco (The Streets of San Francisco) (série télévisée) : Gil
- 1976 : Dawn: Portrait of a Teenage Runaway (téléfilm) : Alexander
- 1977 : Alexander: The Other Side of Dawn (en) (téléfilm) : Alexander Duncan
- 1977 : Hawaï police d'État (Hawaii Five 0) (série télévisée) : Ted Bonner
- 1978 : Dans les profondeurs du Triangle des Bermudes (The Bermuda Depths) (téléfilm) : Magnus Dens
- 1978 : Doctor's Private Lives (téléfilm) : Kenny
- 1979 : Buck Rogers (Buck Rogers in the 25th Century) (série télévisée) : Jalor Davin
- 1980 - 1988 : Dallas (série télévisée) : Mitch Cooper
- 1981 : Pour l'amour du risque (série télévisée Hart to Hart , saison 3, épisode 4 : Train de luxe, titre original Hartland Express) : Vernon Casper
- 1983 : L'Homme qui tombe à pic (The Fall Guy) (série télévisée) : Webb Covington Jr
- 1983, 1984 et 1985 : La croisière s'amuse (The Love Boat) (série télévisée)
- 1983, 1985 et 1986 : Hôtel (série télévisée) : Hank Miller / Lou Valentine / Joel Shubert
- 1984 : L'Île fantastique (Fantastic Island) (série télévisée) : Paul Spenser
- 1984 : Velvet (téléfilm) : James Barstow
- 1986 : Arabesque (Murder She Wrote) (série télévisée) : Todd Amberson
- 1987 et 1992 : La loi est la loi (Jake and the Fatman) (série télévisée)
- 1988 : Sonny Spoon (série télévisée) : Dick Darling
- 1988 - 1989 : Santa Barbara (série télévisée) : Dr Zach Kelton
- 1992 : Corky, un adolescent pas comme les autres (Life Goes On) (série télévisée) : Philip Jorgens
- 1993 : Raven (série télévisée) : Randall / Pirate
- 1993 - 1996 : Hôpital central (série télévisée) : Damian Smith
- 1994 : La Vie à tout prix (série télévisée) : Soap Doctor
- 1994 : Accidental Meeting (téléfilm) : Richard
- 1995 : Terror in the Shadows (téléfilm) : Alex Williams
- 1996 : Star Trek: Voyager (série télévisée) : Tieran
- 1997 : Les Feux de l'amour (The Young and the Restless) (série télévisée) : Kurt Costner
- 1997 : Presque parfaite (Almost Perfect) (série télévisée) : Tommy
- 1998 : Babylon 5 (série télévisée) : Thomas
- 1999 : JAG (série télévisée) : Drake Faraday
- 1999 : Star Trek: Deep Space Nine (série télévisée) : Joran Belar
- 1999 : Beverly Hills 90210 (série télévisée) : Bigelow
- 2000 : On ne vit qu'une fois (série télévisée) : Drake Faraday
- 2005 : La Rose noire (téléfilm) : dét. Barrow
- 2011 : Bones (série télévisée) : Lee Coleman